# Karl Uchermann
Karl Kristian Uchermann (ur. 31 stycznia 1855 w Borge, zm. 15 października 1940 w Oslo) – norweski malarz i ilustrator. Najbardziej znany z portretów zwierząt, w szczególności psów. Wykonywał także nastawy ołtarzowe. W 1901 roku zaprojektował pierwszą maszynę do frankowania.

## Życie osobiste
Uchermann urodził się w Borge, w okręgu Nordland, jako syn proboszcza Arnta Uchermanna i Anny Stang. W 1892 roku poślubił Bolette Hermanę Schnitler. Był bratankiem premiera Norwegii Frederika Stanga, kuzynem premiera Emila Stanga i lekarza Vilhelma Uchermanna, zięciem historyka wojennego Didrika Thomasa Johannesa Schnitlera, a także szwagrem historyka wojennego Gudmunda Schnitlera. Zmarł w Oslo w 1940 roku.

## Kariera

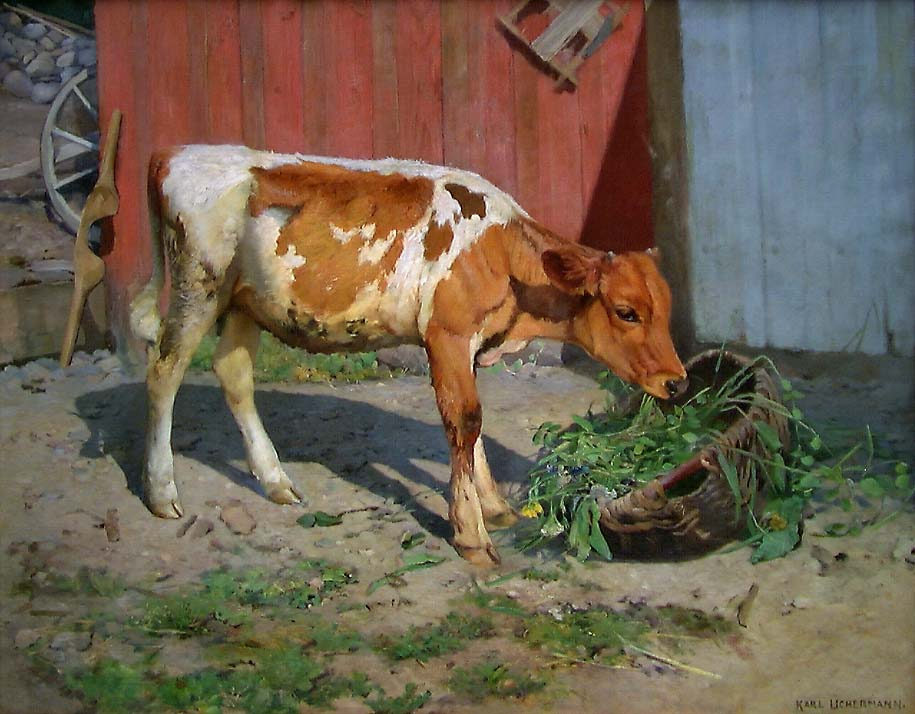
I solveggen (1899)

Na przestrzeni lat 1872–1875 studiował na Statens håndverks- og kunstindustriskole, następnie w Bergen u Andersa Askevolda od 1875 do 1876 roku, w Akademii Sztuk Pięknych w Monachium pomiędzy 1876 a 1878 rokiem i w Paryżu u Émile'a van Marcke'a od 1878 do 1881 roku.

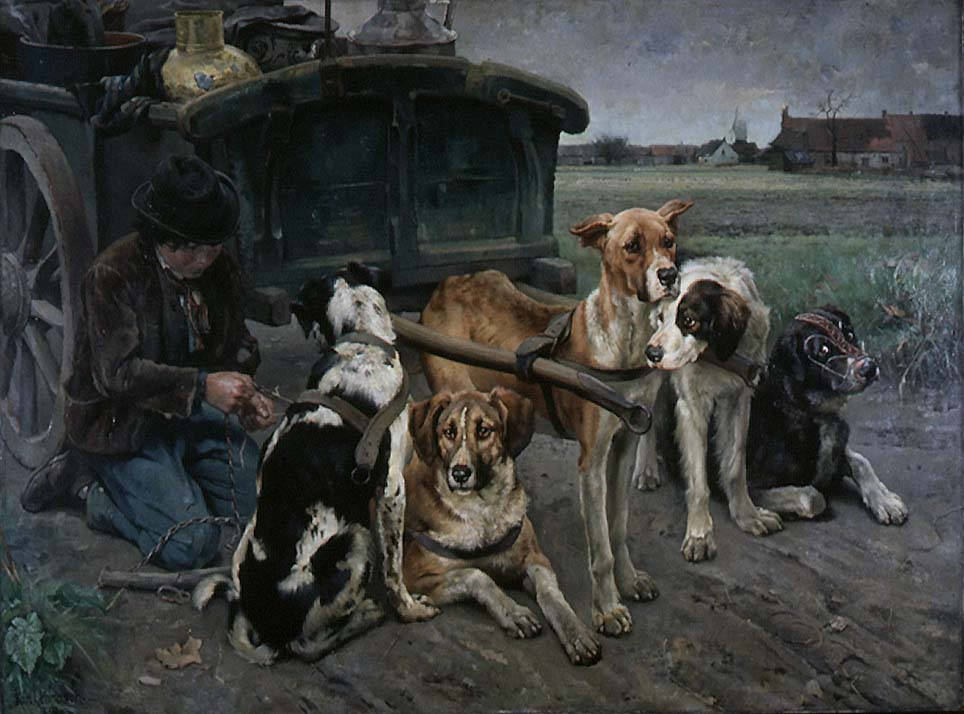
Flamsk hundeforspann (1880)

Uchermann znany jest z obrazów przedstawiających zwierzęta, głównie psy. Do jego dzieł można zaliczyć Flamsk hundeforspann z 1880 roku, Fienden kommer z 1895 roku, czy I solveggen z 1899 roku, które znajdują się w norweskiej Galerii Narodowej. Obraz zatytułowany  Hvile paa Jagten z 1880 roku jest wystawiony w Musée des Beaux-Arts de Bordeaux, a Julenek med fugler z 1882 zdobi wnętrza Pałacu Królewskiego w Oslo. Malował także nastawy ołtarzowe i ilustrował książki dla dzieci i czasopisma.
W 1901 roku zaprojektował pierwszą na świecie maszynę do frankowania, rozwijaną i produkowaną później we współpracy z 
Nilsem Kragiem.
W 1935 roku został nagrodzony Złotym Królewskim Medalem Zasługi.

## Wybrane publikacje z ilustracjami Uchermanna
- Vers og Billeder (1885, wraz z F. Gjertsenem)
- Norsk Lyrik efter 1814 (1891)
- Nordahl Rolfsen: Læsebog for folkeskolen (1892–1895)
- K. Gløersen: Fra jagten og naturen (1892)
- Carl Willoch Ludvig Horn: Lærebog i geografi for middelskolen (1893)
- O.D. Adeler: Den norske Robinson (1894)
- Theodor Caspari: Norsk Høifjeld (1898)
- Thorleif Schjelderup-Ebbe: Dyreliv. Digte for barn (1915)